# EW90
ET 165 (oznaczenie na PKP EW90) – elektryczne zespoły trakcyjne produkowane w latach 1928-1933 i eksploatowane na liniach S-Bahn w Berlinie.
54 jednostki tego typu pochodzące z Berlina zostały w ramach reparacji wojennych po II wojnie światowej przekazane do Polski i przebudowane w Polsce, w latach 1951−1957, w zakładach ZNTK Lubań i ZNTK Gdańsk. Przystosowano je do odbioru prądu z sieci trakcyjnej (oryginalnie były zasilane z trzeciej szyny) i eksploatowano na liniach SKM w Trójmieście. Jeden z dwóch zachowanych EW90 został uratowany przed zniszczeniem i pozbawiony części wyposażenia wnętrza znajduje się w skansenie w Kościerzynie (jest to jednostka złożona z członów EW90-12 i EW90-05). Drugi z zachowanych znajduje się w skansenie kolejowym w Pyskowicach (jest to jednostka EW90-36), dwa człony innego składu stoją opuszczone na bocznicy kolejowej Gdynia Cisowa. Kolejny zachowany człon jednostki o numerze 28 niszczeje na terenie lokomotywowni w Czeremsze. W 2011 roku odnaleziono wrak kolejnego EW90 w polach pod Sędziszowem. Kolejny zachowany człon o numerze 43 niszczeje na terenie dawnej wagonowni w Chełmie.

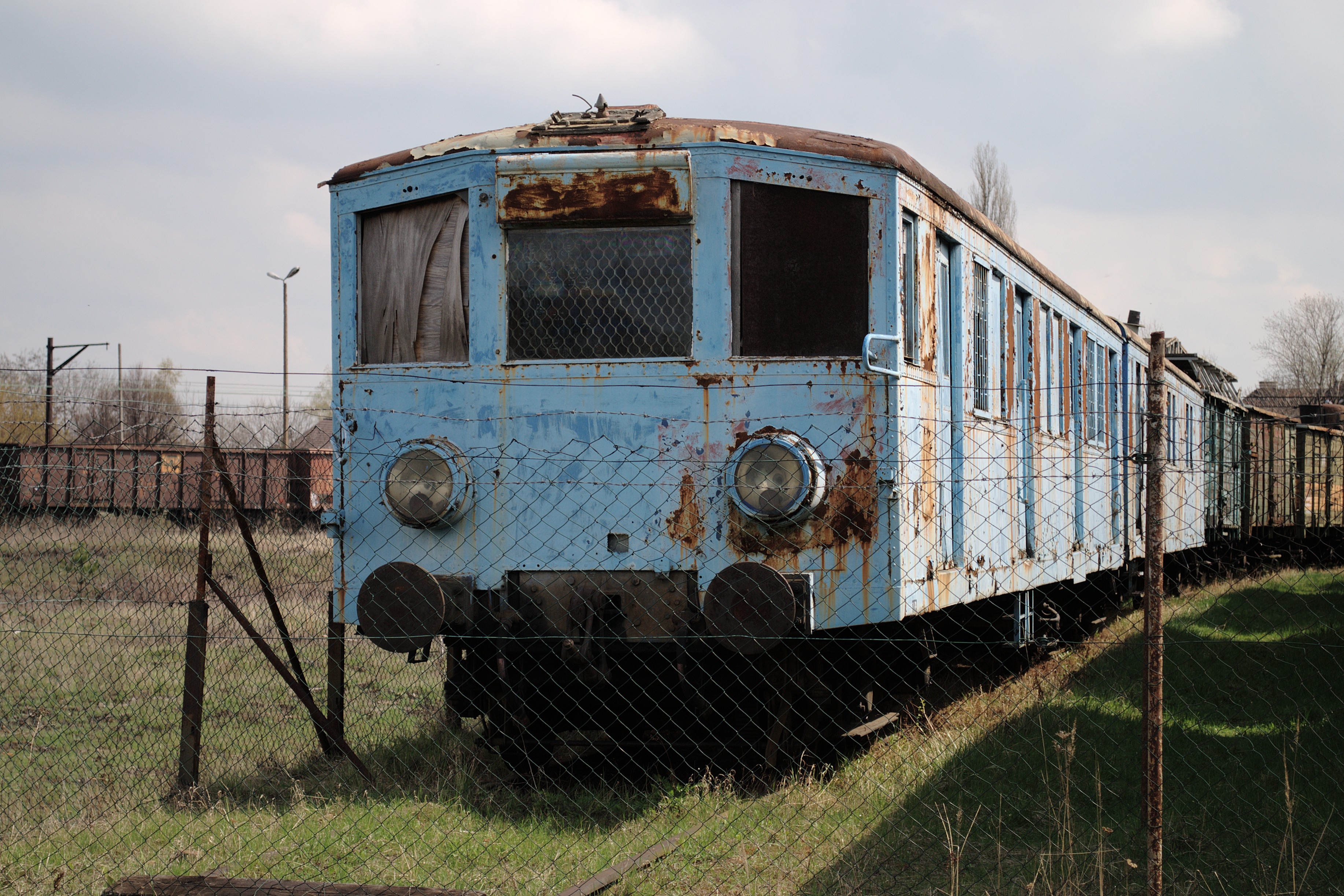
Wrak EW90-36 w skansenie w Pyskowicach